# Leni
Leni es una localidad italiana de la provincia de Mesina, región de Sicilia, con 694 habitantes. Está situada en la isla de Salina, en el archipiélago de las islas Eolias.

Ubicación de la ciudad de Leni dentro de la provincia de Mesina.

## Evolución demográfica
| Gráfica de evolución demográfica de Leni entre 1861 y 2001 |
|                                                            |
| Fuente ISTAT - Elaboración gráfica por parte de Wikipedia  |